# Museum Feliks Nowowiejski
Museum Feliks Nowowiejski (Pools: Muzeum Feliksa Nowowiejskiego) is een museum in de Poolse stad Barczewo dat gewijd is aan de Poolse componist Feliks Nowowiejski. Het is een onderdeel van de afdeling cultuur van de gemeente Barczewo in samenwerking met het Museum Mazurië in Olsztyn.

## Locatie en collecties
Het museum bevindt zich in een pand op de plek waar vroeger de geboortewoning van de componist stond. De huidige collectie omvat tal van memorabilia van Nowowiejski, onder andere foto's, documenten, notities, manuscripten en andere gepubliceerde werken, alsmede zijn piano, smoking en een dodenmasker. Tevens is het museum voorzien van de originele meubels uit zijn huis.